# 陳朝龍
陳朝龍（1953年10月1日—），台灣新北市瑞芳區人，曾代表民主進步黨任職立法委員。

## 生平
基隆中學、台北工專（今台北科技大學）電機科畢業，台北科技大學電機研究所碩士。陳朝龍原先擔任第三屆國大代表，2000年5月19日任期屆滿後即轉任民進黨台北縣瑞芳鎮黨部主任委員，經多次選舉經轉戰立法委員的選舉，並順利當選第5、6屆中華民國立法委員。
2005年5月21日，陳朝龍搭乘的轎車於汐止前往瑞芳途中因輪胎爆胎導致失控撞上電線，轎車駕駛沒受傷；反而是坐在後座的陳朝龍受到傷害，為此休養數月之久。
2005年12月，民進黨立委杜文卿搭機返國時超帶香煙並咆哮機場海關人員，陳朝龍連同盧博基、郭榮宗、張花冠、李鎮楠等六位民進黨立委藉由此事連番上場砲轟財政部關稅總局、聲援杜文卿，引發爭議。
2007年，陳朝龍競選連任時涉嫌行賄里長，臺灣高等法院更三審依違反《公職人員選舉罷免法》判處有期徒刑3年2月、褫奪公權4年。2016年1月14日，最高法院駁回上訴，全案定讞。最高法院判決指出，陳朝龍在競選第7屆立法委員選舉台北縣選區立委，他透過妻子提領新台幣60萬元，輾轉交給競選總幹事胡長安。判決表示，胡長安被控挪用其中24萬元，在2007年瑞芳鎮農會理事長娶媳婦時，把錢分裝成每包3萬元信封，賄賂在場7名里長，拜託支持陳朝龍，並陪陳朝龍逐桌敬酒拉票；幾天後，有3名收了錢的里長後悔而退錢，全案因檢調接獲檢舉而曝光。檢方調查後，將收錢的里長等人緩起訴處分，起訴陳朝龍與胡長安。
2018年，陳朝龍委託律師代為向監察院陳訴。2018年12月12日，監察院司法及獄政委員會第五屆第53次會議認定，臺灣高等法院更三審對陳朝龍有利證據未予調查，有判決理由不備之違法。2018年12月19日，臺灣高等法院表示，訴訟當事人不服判決時應循司法審級謀求救濟，監察院對之行使調查權亦應受限制，「此觀司法院釋字第325號解釋意旨即明」；監察院調查報告，就事關審判核心事項之法官認定事實之職權行使多所指摘，已逾越法定調查職權之行使。2018年12月19日，中華民國法官協會抨擊，監察院調查報告逾越職權，是監察委員「事後依據書面資料，以個人意見取代審判機關直接審理後所為判斷」，干預司法審判。

## 外部連結
- 立委連署 小客車後座 強制繫安全帶（自由時報） （页面存档备份，存于）
- 指陳朝龍案判決違法　監察院：未逾越監察權（ETtoday新聞雲） （页面存档备份，存于）